# Clytie gracilis
Clytie gracilis is een vlinder uit de familie van de spinneruilen (Erebidae). De wetenschappelijke naam van de soort is voor het eerst geldig gepubliceerd in 1907 door A.Bang-Haas.
Deze nachtvlinder komt voor in Europa.